# Te Paepae o Aotea
Die Te Paepae o Aotea, auch als Volkner Rocks (nach Carl Sylvius Völkner) bekannt, sind eine Inselgruppe nördlich der Bay of Plenty im Norden der Nordinsel von Neuseeland.

## Namensherkunft
Die Inselgruppe ist für die Māori-Stämme Ngāti Awa und anderer Iwi, die von dem Mātaatua Waka abstammen, von spiritueller Bedeutung. Die Geister der Verstorbenen verweilen hier nach den Vorstellungen der Māori, um die physische Welt zu verlassen und sich mit den Seelen der Verstorbenen zu vereinen.

## Geographie
Die Inselgruppe besteht aus neun unterschiedlich großen aus dem Wasser herausragenden Felsnadeln, von der die beiden Größten 113 m und etwas über 40 m hoch sind. Mit einer Südwest-Nordost-Ausrichtung verteilen sich die Felsen auf einer Länge von rund 870 m und liegen 5,2 km nordwestlich der Vulkaninsel Whakaari / White Island. Von der der Distriktverwaltungsstadt des Whakatāne District in der Bay of Plenty, Whakatāne, liegen die Inseln rund 55 km in nordnordöstlicher Richtung entfernt. Die Felseninseln erheben sich von einem 400 m unter der Wasseroberfläche liegenden Meeresgrund.

## Geologie
Die aus Andesit bestehenden Felsen sind vulkanischen Ursprungs und Teil der Taupō Volcanic Zone.

## Meeresschutzgebiet
Das Meeresschutzgebiet Te Paepae o Aotea (Volkner Rocks) Marine Reserve, das bis auf die Ausnahme in südwestlichen Bereich rund eine Seemeile um die Inselgruppe gelegt wurde, besitzt eine Größe von 1267 Hektar und wurde im Oktober 2006 festgelegt.